# Europäische Arbeiter-Partei
Die Europäische Arbeiter-Partei (Kurzbezeichnung: EAP) war eine Kleinpartei im Umkreis der sogenannten LaRouche-Bewegung von Lyndon LaRouche und Helga Zepp-LaRouche, die zwischen 1974 und 1986 in Deutschland auftrat. Sie gilt als Vorläufer der Bürgerrechtsbewegung Solidarität. In Schweden besteht eine Partei namens Europeiska arbetarpartiet, die ebenfalls zur LaRouche-Bewegung zählt.

## Entwicklung
Bekannt wurde die 1974 gegründete und zunächst – nach Einschätzung des Verfassungsschutzes NRW – eher trotzkistisch ausgerichtete Partei vor allem durch kurze Beiträge im öffentlich-rechtlichen Rundfunk und Fernsehen, die Parteien im Vorfeld von Wahlen gewährt werden. Dabei sprach sich die EAP ausdrücklich für die Kernenergie aus, was damals nicht wenige Zuschauer überraschte. Weiterhin sprach sie sich gegen „Weiche Drogen“ aus. 
Bundesvorsitzende war die 1948 in Trier geborene Helga Zepp-LaRouche. Aus den von der EAP verbreiteten Druckschriften lässt sich schließen, dass sich die Steuerzentrale der Organisation in den USA befand. Seit 1977 war Helga Zepp-LaRouche mit dem 26 Jahre älteren Lyndon LaRouche verheiratet.
In der Zeit von etwa 1976/77 bis Ende der 1980er Jahre galt die Partei bei vielen Kritikern, nicht dagegen in der öffentlichen rechten Szene, als rechtsextrem. Die EAP selbst verdächtigte umgekehrt die Partei Die Grünen als Teil einer weltweiten Verschwörung, an deren Spitze u. a. der WWF, der englische Hochadel und Prinz Bernhard der Niederlande sowie Freimaurerlogen und andere „überstaatliche Mächte“ mitwirkten. Doch blieb es nicht nur bei solchen allgemeinen Bezichtigungen, insbesondere wurde Petra Kelly auf Veranstaltungen und im privaten Bereich von EAP-Aktivisten gestalkt und bedroht.
Die bekannteste der von der EAP regelmäßig herausgebrachten Zeitschriften ist die Executive Intelligence Review. Hier werden mit dem äußeren Anschein eines Nachrichten- und Dokumentenmagazins zahlreiche Verschwörungstheorien verbreitet, die auch von anderen Gruppierungen bekannt sind. 1982 gründete Helga Zepp-LaRouche einen „Club of Life“, um gegen den Club of Rome zu Felde zu ziehen. 
Anno Hellenbroich, der jüngere Bruder Heribert Hellenbroichs, war zweiter stellvertretender Bundesvorsitzender der EAP und zugleich Geschäftsführer des organisationseigenen Magazins Executive Intelligence Review (EIR).
Es gab seitens der EAP in Deutschland Kontakte zu einigen rechten und linken Gruppierungen, die ebenfalls vom Verfassungsschutz beobachtet wurden. Aus anderen europäischen Ländern liegen – trotz des Anspruchs, der sich aus dem Namen ergibt – keine Berichte vor. Zu der European Labour Party mit Sitz in London, die mit 16 Mitgliedern im Europäischen Parlament vertreten war, gibt es offenbar außer der zufälligen Namensübereinstimmung keine Verbindungen.
Über die Geldquellen der Organisation ist nichts bekannt. Die Mitgliederzahl ist zu gering, um eine Finanzierung aus Beiträgen zu erklären. Staatliche Zuschüsse (Parteienfinanzierung) wurden aufgrund der niedrigen Wahlergebnisse nicht gezahlt.
Die EAP verfügte über etwa 2000 Mitglieder. Seit 1986 trat die Partei nicht mehr bei Wahlen an. Aufgrund der Zielsetzung und Personalbewegungen kann die Partei Patrioten für Deutschland, später auch die Bürgerrechtsbewegung Solidarität (BüSo) als Nachfolger der EAP gelten. Helga Zepp-LaRouche ist seit 1992 Bundesvorsitzende der BüSo.

## Wahlen
Die Europäische Arbeiter-Partei konnte bei Wahlen folgende Ergebnisse erzielen:

### Bundestagswahlen
| Bundestagswahlergebnisse | Bundestagswahlergebnisse | Bundestagswahlergebnisse | Bundestagswahlergebnisse |
| Jahr                     | Stimmenanteil            | Stimmenanzahl            |                          |
| ------------------------ | ------------------------ | ------------------------ | ------------------------ |
| 1976*                    | 0,02 %                   | 6.811                    |                          |
| 1980                     | 0,02 %                   | 7.666                    |                          |
| 1983                     | 0,04 %                   | 14.966                   |                          |

*) Antritt nur in 8 von 10 Bundesländern

### Europawahlen
| Europawahlergebnisse | Europawahlergebnisse | Europawahlergebnisse | Europawahlergebnisse |
| Jahr                 | Stimmenanteil        | Stimmenanzahl        |                      |
| -------------------- | -------------------- | -------------------- | -------------------- |
| 1979                 | 0,11 %               | 31.822               |                      |
| 1984                 | 0,12 %               | 30.874               |                      |

### Landtagswahlen
- Baden-Württemberg

1976: 191 Stimmen; 0,00 %
1980: 152 Stimmen; 0,00 %
1984: 1.632 Stimmen; 0,04 %
- Bayern

1978: 335 Stimmen; 0,00 %
- Bremen

1979: 167 Stimmen; 0,04 %
1983: 191 Stimmen; 0,05 %
- Hamburg

1978: 269 Stimmen; 0,03 %
1982: 168 Stimmen; 0,02 %
- Hessen

1978: 511 Stimmen; 0,01 %
1982: 2.377 Stimmen; 0,07 %
1983: 1.224 Stimmen; 0,04 %
- Niedersachsen

1978: 186 Stimmen; 0,00 %
1982: 427 Stimmen; 0,01 %
- Nordrhein-Westfalen

1975: 311 Stimmen; 0,00 %
1980: 649 Stimmen; 0,01 %
1985: 3.701 Stimmen; 0,04 %
- Rheinland-Pfalz

1979: 630 Stimmen; 0,03 %